# Щастя (фільм, 1934, СРСР)
«Щастя» — радянська німа кінокомедія 1934 року, режисера Олександра Медведкіна. Один з останніх німих фільмів, які вийшли в радянський прокат.

## Сюжет
У гротескній, лубочній манері, з численними відсиланнями до російських казок режисер Медведкін розповідає про пригоди жебрака-селянина, прозваного Хмирьом, до революції і під час колективізації. У фільмі яскравими фарбами намальована гіперболізованна картина селянського безправ'я в царські часи.

## У ролях
- Петро Зінов'єв — Хмирь
- Олена Єгорова — Анна, дружина Хмиря
- Любов Ненашева — черниця
- Владислав Успенський — епізод
- Г. Міргор'ян — епізод

## Знімальна група
- Сценарист і режисер — Олександр Медведкін
- Оператор — Гліб Троянський
- Художник — Олексій Уткін